# NGC 7566
NGC 7566 is een spiraalvormig sterrenstelsel in het sterrenbeeld Vissen. Het hemelobject werd op 20 september 1784 ontdekt door de Duits-Britse astronoom William Herschel.

## Synoniemen
- MCG -1-59-10
- PGC 70901